# Lijst van voetbalinterlands Oekraïne - Slovenië
Deze lijst van voetbalinterlands is een overzicht van alle officiële voetbalwedstrijden tussen de nationale teams van Oekraïne en Slovenië. De landen speelden tot op heden zes keer tegen elkaar. De eerste ontmoeting, een kwalificatiewedstrijd voor het Europees kampioenschap voetbal 1996, werd gespeeld in Kiev op 12 oktober 1994. Het laatste duel, een kwalificatiewedstrijd voor het Europees kampioenschap voetbal 2016, vond plaats op 17 november 2015 in Maribor.

## Wedstrijden
| № | Plaats    | Datum            | Competitie           | Wedstrijd           | Uitslag |
| - | --------- | ---------------- | -------------------- | ------------------- | ------- |
| 1 | Kiev      | 12 oktober 1994  | EK 1996 kwalificatie | Oekraïne – Slovenië | 0 – 0   |
| 2 | Ljubljana | 11 oktober 1995  | EK 1996 kwalificatie | Slovenië – Oekraïne | 3 – 2   |
| 3 | Ljubljana | 13 november 1999 | EK 2000 kwalificatie | Slovenië – Oekraïne | 2 – 1   |
| 4 | Kiev      | 17 november 1999 | EK 2000 kwalificatie | Oekraïne – Slovenië | 1 – 1   |
| 5 | Lviv      | 14 november 2015 | EK 2016 kwalificatie | Oekraïne – Slovenië | 2 – 0   |
| 6 | Maribor   | 17 november 2015 | EK 2016 kwalificatie | Slovenië – Oekraïne | 1 – 1   |

## Samenvatting
| Competitie      | Totaal gespeeld | Winst Oekraïne | Gelijk | Winst Slovenië | Doelsaldo Oekraïne – Slovenië |
| --------------- | --------------- | -------------- | ------ | -------------- | ----------------------------- |
| EK-kwalificatie | 6               | 1              | 3      | 2              | 7 − 7                         |
| Totaal          | 6               | 1              | 3      | 2              | 7 − 7                         |

## Details

### Eerste ontmoeting
- Kiev, NSK Olimpiejsky — Scheidsrechter:  Atanas Ouzounov

| EK 1996 kwalificatie (Kiev, Oekraïne, 12 oktober 1994): |              | |
| Oekraïne | 0 – 0        | Slovenië |
| | doelpunten   | |
| Jozjef Sabo | bondscoach   | Zdenko Verdenik |
| Dmytro Tyapushkin Oleh Loezjny Serhiy Diryavka Oleh Koeznetsov Serhiy Chmatovalenko Serhiy Kovalets Serhiy Lezhentsev Oleksij Mychajlytsjenko 77' Victor Leonenko Dmytro Mykhailenko Serhiy Konovalov 65' | opstellingen | Boško Boškovič Marinko Galič Aleš Križan Darko Milanič Alfred Jermaniš Aleš Čeh 79' Džoni Novak 63' Sašo Udovič Gregor Židan Igor Benedejčič Matjaž Florjančič |
| Tymerlan Huseynov 65' Ihor Petrov 77' | wissels      | 63' Primož Gliha 79' Vladimir Kokol |
| Serhiy Kovalets 73' Serhiy Diryavka 81' | gele kaarten | 85' Gregor Židan 87' Aleš Čeh |

### Tweede ontmoeting
- Ljubljana, Centralni Bežigrad — Scheidsrechter:  Alain Hamer

| EK 1996 kwalificatie (Ljubljana, Slovenië, 11 oktober 1995):                                                                                        |              | |
| Slovenië | 3 – 2        | Oekraïne |
| Sašo Udovič 53' Zlatko Zahovič 73' Sašo Udovič 90'                                                                                                  | goals        | 24' Viktor Skripnik 44' Tymerlan Huseynov |
| Zdenko Verdenik | bondscoach   | Anatoliy Konkov |
| Branko Zupan Marinko Galič Robert Englaro Darko Milanič Mladen Rudonja Aleš Čeh Đoni Novak Sašo Udovič Zlatko Zahovič Primož Gliha Matjaž Cvikl 71' | opstellingen | Oleh Suslov Oleh Loezjnyi 89' Viktor Skripnik Oleksandr Holovko Ihor Zhabchenko Serhiy Shmatovalenko Hennadiy Orbu 72' Yuriy Kalytvyntsev Serhiy Bezhenar 46' Andriy Husin Tymerlan Huseynov |
| Matjaž Florjančič 71' | wissels      | 46' Serhiy Nahornyak 72' Oleksandr Yevtushok 89' Andriy Polunin |
| Sašo Udovič 33' Darko Milanič 48' Marinko Galič 75'                                                                                                 | gele kaarten | 21' Viktor Skripnik 45' Oleksandr Holovko 80' Serhiy Nahornyak |
| | rode kaarten | 18' Ihor Zhabchenko |

### Derde ontmoeting
- Ljubljana, Centralni Bežigrad — Scheidsrechter:  Urs Meier

| EK 2000 kwalificatie (Ljubljana, Slovenië, 13 november 1999):                                                                                                   |               | |
| Slovenië | 2 – 1 (0 – 1) | Oekraïne |
| Zlatko Zahovič 53' Milenko Ačimovič 84' | doelpunten    | 33' Andrij Sjevtsjenko |
| Srečko Katanec | bondscoach    | Jozjef Sabo |
| Mladen Dabanovič Amir Karič Mladen Rudonja Darko Milanič 72' Željko Milinovič Aleksander Knavs Džoni Novak Aleš Čeh Zlatko Zahovič Sašo Udovič 46' Miran Pavlin | opstellingen  | Oleksandr Sjovkovskyj Dmitriy Parfenov Andriy Gusyn Olexander Holovko Vladislav Vashchuk Yuri Dmytrulin 56' Serhiy Kandaurov Serhiy Popov Vitaly Kosovsky Andrij Sjevtsjenko Serhij Rebrov |
| Milenko Ačimovič 46' Milan Osterc 72' | wissels       | 56' Vasil Kardash |
| Aleksander Knavs 26' Miran Pavlin 38' Željko Milinovič 65' Mladen Rudonja 86'                                                                                   | gele kaarten  | 50' Serhiy Kandaurov |
| | rode kaarten  | 61' Dmitriy Parfenov 90' Andriy Gusyn |

### Vierde ontmoeting
- Kiev, NSK Olimpiejsky — Scheidsrechter:  Bernd Heynemann

| EK 2000 kwalificatie (Kiev, Oekraïne, 17 november 1999): |               | |
| Oekraïne | 1 – 1 (0 – 0) | Slovenië |
| Serhij Rebrov 69' (pen.) | doelpunten    | 79' Miran Pavlin |
| Jozjef Sabo | bondscoach    | Srečko Katanec |
| Oleksandr Sjovkovskyj Oleh Loezjny Serhiy Fyodorov Olexander Holovko Vladislav Vashchuk Yuri Dmytrulin Serhiy Kandaurov 45' Serhij Skasjenko 58' Vitaly Kosovsky 74' Andrij Sjevtsjenko Serhij Rebrov | opstellingen  | Mladen Dabanovič 74' Amir Karič Mladen Rudonja Darko Milanič Marinko Galič Željko Milinovič Džoni Novak Aleš Čeh Zlatko Zahovič 57' Sašo Udovič Miran Pavlin |
| Serhiy Kovalyov 45' Hennady Moroz 58' Serhiy Popov 74' | wissels       | 57' Milenko Ačimovič 74' Milan Osterc |
| Yuri Dmytrulin 76' | gele kaarten  | 8' Zlatko Zahovič 14' Darko Milanič 87' Milenko Ačimovič |

### Vijfde ontmoeting
| EK 2016 kwalificatie (scheidsrechter Jonas Eriksson, Lviv, 14 november 2015): |              | |
| Oekraïne | 2 – 0        | Slovenië |
| Andrij Jarmolenko 22' Jevhen Seleznjov 54' | goals        | |
| Michajlo Fomenko | bondscoach   | Srečko Katanec |
| Andrij Pjatov Vjatsjeslav Sjevtsjoek Artem Fedetskyi Jaroslav Rakitskiy Jevhen Chatsjeridi Andrij Jarmolenko 90+1' Jevhen Konopljanka Serhiy Sydortsjoek Serhiy Rybalka Denys Harmasj 80' Jevhen Seleznjov 86' | opstellingen | Samir Handanović Boštjan Cesar Branko Ilić Bojan Jokić Mišo Brečko 73' Valter Birsa 63' Josip Iličić Kevin Kampl Rene Krhin Jasmin Kurtič 90' Milivoje Novakovič |
| Roeslan Malinovski 80' Artem Kravets 84' Andrij Jarmolenko 90+1' | wissels      | 63' Roman Bezjak 73' Nejc Pečnik 90' Zlatan Ljubijankič |
| Jevhen Seleznjov 19' Jevhen Chatsjeridi 35' Jaroslav Rakitskiy 84' | gele kaarten | 35' Milivoje Novakovič 44' Rene Krhin |

### Zesde ontmoeting
| EK 2016 kwalificatie (scheidsrechter Cüneyt Çakır, Maribor, 17 november 2015):                                                                                 |              | |
| Slovenië | 1 – 1        | Oekraïne |
| Boštjan Cesar 11' | goals        | 90+7' Andrij Jarmolenko |
| Srečko Katanec | bondscoach   | Michajlo Fomenko |
| Samir Handanović Boštjan Cesar Branko Ilić Bojan Jokić Mišo Brečko Valter Birsa 80' Kevin Kampl Rene Krhin Milivoje Novakovič Nejc Pečnik 67' Roman Bezjak 68' | opstellingen | Andrij Pjatov Vjatsjeslav Sjevtsjoek Artem Fedetskyi Jaroslav Rakitskiy Jevhen Chatsjeridi Taras Stepanenko Andrij Jarmolenko 90+6' Jevhen Konopljanka 61' Serhiy Sydortsjoek Serhiy Rybalka 80' Jevhen Seleznjov |
| Josip Iličić 67' Zlatan Ljubijankič 68' Dejan Lazarević 80' | wissels      | 61' Denys Harmasj 80' Artem Kravets 90+6' Anatoli Tymosjtsjoek |
| Boštjan Cesar 1' Bojan Jokić 25' Nejc Pečnik 38' Dejan Lazarević 90+4'                                                                                         | gele kaarten | 4' Jevhen Konopljanka 32' Serhiy Rybalka |
| Mišo Brečko 90+3' | rode kaarten | |
| - Oekraïne kwalificeert zich voor het Europees kampioenschap voetbal 2016 in Frankrijk.                                                                        |              | |

FFOe · A-internationals · Bondscoaches · Statistieken · Oekraïens vrouwenelftal · Olympisch elftal · Oekraïne U21 · Oekraïne U20 · Oekraïne U19 · Oekraïne U18 · Oekraïne U17 · Oekraïne U16
1992 – 1999 · 
2000 – 2009 · 
2010 – 2019 · 
2020 – 2029
EK's: 1992** · 
1996 · 
2000 · 
2004 · 
2008 · 
2012 · 
2016 · 
2020 · 
2024
WK's: 1994 · 
1998 · 
2002 · 
2006 · 
2010 · 
2014 · 
2018 ·
2022
1992 · 
1993 · 
1994 · 
1995 · 
1996 · 
1997 · 
1998 · 
1999 · 
2000 · 
2001 · 
2002 · 
2003 · 
2004 · 
2005 · 
2006 · 
2007 · 
2008 · 
2009 · 
2010 · 
2011 · 
2012 · 
2013 · 
2014 · 
2015 ·
2016 ·
2017 ·
2018 ·
2019 ·
2020 ·
2021
Albanië ·
Andorra ·
Armenië ·
Azerbeidzjan ·
Bahrein ·
België ·
Bosnië en Herzegovina ·
Brazilië ·
Bulgarije ·
Canada ·
Chili ·
Costa Rica ·
Cyprus ·
Denemarken ·
Duitsland ·
Engeland ·
Estland ·
Faeröer ·
Finland · 
Frankrijk ·
Georgië ·
Griekenland ·
Hongarije ·
Ierland ·
IJsland ·
Iran ·
Israël ·
Italië ·
Japan ·
Joegoslavië ·
Kameroen · 
Kazachstan ·
Kosovo ·
Kroatië ·
Letland ·
Libië ·
Litouwen ·
Luxemburg ·
Malta ·
Marokko ·
Mexico ·
Moldavië ·
Montenegro ·
Nederland ·
Nieuw-Zeeland ·
Niger ·
Nigeria ·
Noord-Ierland ·
Noord-Macedonië ·
Noorwegen ·
Oezbekistan ·
Oostenrijk ·
Polen ·
Portugal ·
Roemenië ·
Rusland ·
San Marino ·
Saoedi-Arabië ·
Schotland ·
Servië ·
Servië en Montenegro ·
Slovenië ·
Slowakije ·
Spanje ·
Tsjechië ·
Tunesië ·
Turkije ·
Uruguay ·
Verenigde Arabische Emiraten ·
Verenigde Staten ·
Wales ·
Wit-Rusland ·
Zuid-Korea ·
Zweden ·
Zwitserland
Duitsland (2016) ·
Engeland (2012) · 
Engeland (2021) ·
Frankrijk (2012) · 
Italië (2006) · 
Nederland (2021) · 
Noord-Ierland (2016) · 
Noord-Macedonië (2021) · 
Oostenrijk (2021) · 
Saoedi-Arabië (2006) ·
Spanje (2006) ·
Tunesië (2006) ·
Zweden (2012) · 
Zweden (2021) · 
Zwitserland (2006)
** = Onder de naam Gemenebest van Onafhankelijke Staten
NZS · A-internationals · Bondscoaches · Selecties · Statistieken · Sloveens vrouwenelftal · Olympisch elftal · Slovenië U21 · Slovenië U20 · Slovenië U19 · Slovenië U18 · Slovenië U17 · Slovenië U16
1991 – 1999 ·
2000 – 2009 ·
2010 – 2019 ·
2020 − 2029
EK's: 1996 · 
2000 · 
2004 · 
2008 · 
2012 · 
2016 · 
2020 · 
2024
WK's: 1998 · 
2002 · 
2006 · 
2010 · 
2014 · 
2018 ·
2022
1991 · 
1992 · 
1993 · 
1994 · 
1995 · 
1996 · 
1997 · 
1998 · 
1999 · 
2000 · 
2001 · 
2002 · 
2003 · 
2004 · 
2005 · 
2006 · 
2007 · 
2008 · 
2009 · 
2010 · 
2011 · 
2012 · 
2013 · 
2014 · 
2015 · 
2016 · 
2017 · 
2018 ·
2019 ·
2020 ·
2021 ·
2022 ·
2023 ·
2024
Albanië ·
Algerije ·
Argentinië ·
Armenië ·
Australië ·
Azerbeidzjan ·
België ·
Bosnië en Herzegovina ·
Bulgarije ·
Canada ·
China ·
Colombia ·
Cyprus ·
Denemarken ·
Duitsland ·
Engeland ·
Estland ·
Faeröer ·
 Finland ·
Frankrijk ·
Georgië ·
Ghana ·
Gibraltar ·
Griekenland ·
Honduras ·
Hongarije ·
IJsland ·
Israël ·
Italië ·
Ivoorkust ·
Joegoslavië ·
Kazachstan ·
Kosovo ·
Kroatië ·
Letland ·
Litouwen ·
Luxemburg ·
Malta ·
Mexico ·
Moldavië ·
Montenegro ·
Nederland ·
Nieuw-Zeeland ·
Noord-Ierland ·
Noord-Macedonië ·
Noorwegen ·
Oekraïne ·
Oman ·
Oostenrijk ·
Paraguay ·
Polen ·
Portugal ·
Qatar ·
Roemenië ·
Rusland ·
San Marino ·
Saoedi-Arabië ·
Schotland ·
Servië ·
Servië en Montenegro ·
Slowakije ·
Spanje ·
Trinidad en Tobago ·
Tsjechië ·
Tunesië ·
Turkije · 
Uruguay ·
Verenigde Arabische Emiraten ·
Verenigde Staten ·
Wales ·
Wit-Rusland ·
Zuid-Afrika ·
Zweden ·
Zwitserland
Algerije (2010) · 
Engeland (2010) · 
Paraguay (2002) · 
Spanje (2002) · 
Verenigde Staten (2010) · 
Zuid-Afrika (2002)